# Конституционная гвардия
Конституционная гвардия короля (фр. Garde constitutionnelle du Roi), также гвардия Бриссака (garde Brissac) — в революционной Франции особая воинская часть, созданная согласно конституции 1791 года для охраны короля и королевского дворца после расформирования королевского военного дома. Просуществовала несколько месяцев.
Уже в мае 1792 года из-за публичного давления Учредительное собрание приняло декрет о роспуске конституционной гвардии.